# 埃文斯角 (瑟斯頓島)
埃文斯角（英語：Evans Point），是南極洲的海岬，位於埃爾斯沃思地的瑟斯頓島南部，處於馮德沃爾角西北面28公里，根據美國海軍拍攝的空中照片繪入地圖，現時由南極條約體系管理。